# BitLord
Bitlord er i bund og grund en torrent downloader som alle andre.  Dog er der enkelte forskellige ting
- Den har en indbygget browser som du kan bruge til at surfe diverse torrent sites (www.thepiratebay.org  /  www.torrentspy.com  /  bare for at nævne nogle få) dette er praktisk da siderne på den måde ikke bliver vist i din browsers historik  (smart hvis du deler pc'en med andre).
- Den indeholder spyware og adware
- Så har den også en chat og "gaming" funktion.

## Ekstern henvisning
- BitLords Hjemmeside

| Software | Spire Denne artikel om software og programmering er en spire som bør udbygges. Du er velkommen til at hjælpe Wikipedia ved at udvide den. |